# آخرین شاهزاده خانم (فیلم)
آخرین شاهزاده خانم (به هانگول: 덕|혜|옹주؛ به انگلیسی: The Last Princess) فیلمی به کارگردانی هور جین-هو محصول سال ۲۰۱۶ کشور کرهٔ جنوبی است.

## داستان
دوک هه آخرین شاهدخت دودمان پادشاهی چوسان در دوران حکومت استعمارگران ژاپنی، به اجبار به ژاپن منتقل می‌شود. او در تقلا برای حفظ وقار یک شاهزاده روزهایش را با دلتنگی برای خانه سپری می‌کند. او پس از چند تلاش ناموفق با کمک جانگ هان یار دوران کودکی‌اش برای آخرین بار شانس خود را برای بازگشت به خانه می‌آزماید.